# Campiglossa nigrilonga
Campiglossa nigrilonga
 es una especie de insecto díptero que Dirlbek y Dirlbekova describieron científicamente por primera vez en el año 1972.
Esta especie pertenece al género Campiglossa de la familia Tephritidae.